# Haï (Le Clézio)
Haï est un essai de Jean-Marie Gustave Le Clézio publié le 30 juin 1971 aux éditions Albert Skira.

## Éditions
- Haï, éditions Albert Skira, 1971.